# Estádio do Café
Das Estádio Municipal Jacy Scaff, besser bekannt unter dem Namen Estádio do Café, ist ein Fußballstadion in der brasilianischen Stadt Londrina, Bundesstaat Paraná. Die Mannschaften der Londrina EC und Associação Portuguesa Londrinense tragen hier ihre Heimspiele aus. Jacy Scaff war ein früherer Präsident des Londrina EC und der Spitzname Estádio do Café rührt daher, dass der Kaffee eines der wichtigsten Handelsgüter der Stadt ist.

## Geschichte
Die Bauarbeiten starteten am 1. August 1974. Die in Stadtbesitz befindliche Sportstätte wurde dann am 22. August 1976 eröffnet. Sie liegt etwa 4 km vom Stadtzentrum entfernt. Das Stadion bietet zwar 45.000 Plätze; aus Sicherheitsgründen werden jedoch nur 31.019 Zuschauerplätze (davon 3.000 überdacht) genutzt. Das erste Spiel trugen der Londrina EC und Flamengo Rio de Janeiro aus. Die Partie vor etwa 50.000 Menschen endete 1:1 unentschieden. Drei Tage später wurde mit dem Spiel Londrina EC gegen Corinthians São Paulo (1:0) die Flutlichtanlage eingeweiht. Die hufeisenförmig angelegte Sportanlage liegt direkt neben der Motorsport-Rennstrecke Autódromo Internacional Ayrton Senna von Londrina. Für das Spielfeld wurde 1976 ein Drainage-System installiert. Im Jahr 1978 kamen am 15. Februar 54.178 Zuschauer zum Spiel vom Londrina EC gegen die Corinthians São Paulo (1:0) ins Stadion, was bis heute die Rekordbesucherzahl im Estádio do Café bei einem Fußballspiel ist.

## Daten
- Stadionkapazität: 45.000 Plätze (aus Sicherheitsgründen auf 31.019 begrenzt)[2]
- Überdacht: 3.000 Plätze
- Flutlichtanlage: Vier Masten mit 33 Scheinwerfern; die je 2000 Watt Leistung besitzen
- Umkleidekabinen: 4
- Toiletten: 16 (je 8 für Männer und Frauen)
- Kartenschalter: 32
- Radio-Kommentatorenplätze: 8